# الأقيشر الأسدي
أبو معرض المغيرة بن عبد الله بن الأسود يعرف عمومًا بـالأُقَيْشر الأسدي (؟ - 700) شاعر عربي من أهل بادية الكوفة، في القرن السابع الميلادي. اختلف الرواة في انتمائه. فمنهم من يقول إنه جاهلي ونشأ في الإسلام ومنهم من يراه جاهليًا وحامل لواء بني أسد. لقّب بالأُقَـيْشر لحمرة وجهه وكان يغضب، إذا دُعي به. وهو شاعر ماجن هَجّاء من بادية الكوفة، وكان كثير الشراب في حانات الحيرة. هو شاعر هجّاء، عالي الطبقة. قُتل بظاهر الكوفة خنقًا بالدخان.

## سيرته
هو أبو معرض المغيرة بن عبد اللّه بن معرض بن عمرو بن أسد ابن خزيمة بن مدركة. لقّب بالأقيشر لأنه كان أحمر الوجه شديد الحمرة؛ إلا أنه كان يكره هذا اللقب.

و عمّر الأقيشر دهرا طويلا: ولد في الجاهلية، كما يروى الاصفهاني ثم أدرك عبد الملك ووفد عليه. تابع الأقيشر مصعب بن الزبير مدّة من الزمن ورثاه عند موته. ثمّ مدح بشر بن مروان، وزار عبد الملك بن مروان في دمشق وقيل هجا عبد الملك. 

كان الأقيشر عثمانيًا، من رجال عثمان بن عفان، قُتل بظاهر الكوفة خنقًا بالدخان.

## شعره
اشتُهر بالهجاء وبشعر الخمرة وهو أحد مُجّان الكوفة وشعرائهم. قال عنه عمر فروخ «كان الأقيشر خليعا ماجنا من أهل الكوفة، مدمنا لشرب الخمر، فاسد الخلق والدين؛ إلا أنه كان قنوعا في التكسب بشعره.» وقال عن أسلوبه الشعرية «الأقيشر الأسديّ شاعر وجدانيّ تقرب خصائصه من الخصائص المحدثة العبّاسية، وخصوصا في الخمر. وشعر الأقيشر فصيح سهل عذب، ولكنّ فيه ألفاظا مولّدة ولحنا أحيانا. وللأقيشر مديح وهجاء فاحش ومجون. غير أنّ معظم شعره في الخمر.» 

جمع ديوانه ونشره خليل الدويهي في 1992، (ردمك 9953272050). من شعره في الخمر:

## وصلات خارجية
- في بوابة الشعراء